# Pico Ajo
Pico Ajo (en inglés: Ajo Peak) es un pico de montaña en el sur del estado de Arizona, en Estados Unidos en el norte y este del desierto de Sonora. Es el pico más alto de la pequeña sierra del Ajo, y tiene dos picos cercanos, el Pico Cardigan que se eleva 2.922 pies (891 m) y el Pico Ajo Norte.
El pico de la montaña llega a 3.220 pies (981 m) de altura.
Ajo, Arizona en el centro-este de las montañas, es el punto de acceso a las zonas centrales de toda la pequeña sierra del Ajo, incluyendo el pico Ajo.